# Voorst (Oude IJsselstreek)
Voorst is een buurtschap in de gemeente Oude IJsselstreek in de Nederlandse provincie Gelderland. Het is met zo'n 330 inwoners de kleinste buurtschap van deze gemeente. In Voorst is de Molen Van Hal te vinden, een beltmolen die sinds de jaren 50 van de 20e eeuw niet meer in bedrijf was en lange tijd als romp bestond. De molen is gerestaureerd en op 27 november 2010 heropend. Naast de molen bevinden zich een restaurant en een klein vliegveldje voor ultralight-vliegtuigen. Aan de overkant van de weg bevindt zich een golfbaan.
Sinds 1 januari 2005 behoort Voorst tot de gemeente Oude IJsselstreek; daarvoor behoorde het tot de gemeente Gendringen.
Voorst viert kermis op Pinkstermaandag en -dinsdag.